# Z̄akābar
Z̄akābar (persiska: ذکابر) är en ort i Iran.   Den ligger i provinsen Gilan, i den nordvästra delen av landet, 170 km nordväst om huvudstaden Teheran. Z̄akābar ligger 853 meter över havet och antalet invånare är 119.
Terrängen runt Z̄akābar är kuperad åt nordväst, men åt sydost är den bergig. Runt Z̄akābar är det ganska glesbefolkat, med 38 invånare per kvadratkilometer. Närmaste större samhälle är Jīrandeh, 12,1 km norr om Z̄akābar. Trakten runt Z̄akābar består i huvudsak av gräsmarker.